# Crucified Barbara
Crucified Barbara é uma banda de hard rock da Suécia, fundada em 1998.

## História
Crucified Barbara começou em 1998, como uma banda de punk rock, mas rapidamente mudou o seu estilo para o Hard Rock. Em 2003, a banda assinou contrato com GMR Music Group, de Estocolmo. As gravações tiveram lugar em Kristianopel, Suécia no Pama Studios / Records Blakk com o produtor-engenheiro Mankan Sedenberg, durante a primavera de 2004. Seu primeiro álbum foi "In Distortion We Trust", com destaque para a música "Losing the Game". Lançada em 08 de dezembro de 2005, foi direto para o #8 nas paradas de música sueca. O vídeo para acompanhá-la foi gravado e produzido por M Industries. O álbum foi lançado na Suécia em 19 de Janeiro em vários países, incluindo o Reino Unido, EUA, França, Alemanha e Benelux. Em 2006, a banda contribuiu com duas músicas, – "Killed by Death" e "Please Don't Touch" – para o "St. Valentines Day Massacre", um álbum tributo ao Motorhed.
Til Death Do Us Party, foi lançado na Escandinávia, em 11 de fevereiro de 2009 e no resto da Europa em 27 de fevereiro. Foi produzido em parte por Mats Levén (conhecido por produzir álbuns do Yngwie Malmsteen, Krux e Therion, entre outras bandas dentro desse gênero). Mats também dividiu os vocais na canção "Jennyfer").
Em novembro de 2009, Crucified Barbara saiu em uma turnê Europeia de seis semanas para promover o novo álbum "Til Death Do Us Party". Elas tocaram na Alemanha, Bélgica, Holanda, França, Espanha, Itália, Suíça, República Checa e Suécia. Um documentário foi feito sobre a turnê pelo cineasta Mats Lundberg de Films Doom. A data preliminar para o lançamento do filme foi definido para final de 2010.
Um novo albúm lançado em 2012 The Midnight Chase contendo 11 faixas.
Em 2012 fez uma turnê no Brasil, passando pelas cidades de Goiania, Brasília, Florianópolis, São Paulo, Maceió e Porto Alegre. Em 2014 esteve novamente em turnê no Brasil, foram  4 apresentações: 17 em Porto Alegre (em novo local, agora no Teatro CIEE), 18 em Curitiba (no John Bull Pub), 19 no Rio de Janeiro (no Teatro Odisséia) e 20 em São Paulo (no Carioca Club).
A banda anunciou sua separação em junho de 2016. Em outubro de 2024, elas anunciaram sua reunião. Seu primeiro show será no Sweden Rock 2025.

## Formação
No início, as então adolescentes Ida (baixo) e Klara (guitarra) tocaram inicialmente com outra formação quando formaram a Crucified Barbara em 1998, com a vocalista Joey Nine. Tinham apenas planos e algumas músicas, mas ainda não tinham uma baterista. Por sorte, o destino estava do seu lado e as uniu com Nicki (bateria).
As Barbaras gravaram algumas demos e começaram a tocar em casas de show nas redondezas de Estocolmo. Em 2000 elas recrutaram sangue novo, ao perceberem que uma segunda guitarra levaria seu som a um próximo nível. Mia, cujas grandes habilidades com a guitarra já eram bem conhecidas em Estocolmo, entrou para a banda como guitarrista principal. Mas logo notou-se que ela não era apenas uma grande guitarrista mas uma grande cantora também. Assim, em 2003, quando Joey (vocais) saiu da banda, Mia assumiu o microfone. A Crucified Barbara descobriu, por fim, seu som e estavam prontas para gravar seu primeiro álbum.

## Membros

### Última formação
- Mia Coldheart (Mia Karlsson) – guitarra (1998-2016), vocais (2003-2016)
- Klara Force (Klara Rönnqvist Fors) – guitarra, backing Vocal (1998-2016)
- Ida Evileye (Ida Stenbacka) – baixo, backing vocal (1998-2016)
- Nicki Wicked (Jannicke Lindström) – bateria, backing vocal (1998-2016)

### Fundadores
- Joey - vocais  (1998-2003)

## Discografia

### Álbuns
| In Distortion We Trust                                | - Data de lançamento: 30 de maio de 2005 - Gravadora: GMR Music Group - Formato: CD, digital download      | 47 | —   |
| Til Death Do Us Party                                 | - Data de lançamento: 27 de fevereiro de 2009 - Gravadora: GMR Music Group - Formato: CD, digital download | 53 | 274 |
| The Midnight Chase                                    | - Data de lançamento: 28 de maio de 2012 - Gravadora: Verycords - Formato: CD, digital download            | 51 | —   |
| In The Red                                            | - Data de lançamento: 10 de setembro de 2014 - Gravadora: Despotz Records - Formato: CD, digital download  | —  | —   |
| "—" indica uma obra que não entrou na tabela musical. | |    |     |

### Singles
| Losing the Game                                                                | 2005 | 8  | In Distortion We Trust |
| Rock'n'Roll Bachelor                                                           | 2005 | —  | In Distortion We Trust |
| Play Me Hard                                                                   | 2006 | —  | In Distortion We Trust |
| Sex Action                                                                     | 2008 | —  | Til Death Do Us Party  |
| Jennyfer                                                                       | 2009 | —  | Til Death Do Us Party  |
| Heaven or Hell                                                                 | 2010 | 31 | non-album single       |
| Into the Fire                                                                  | 2012 | —  | The Midnight Chase     |
| To Kill a Man                                                                  | 2014 | —  | In the Red             |
| Electric Sky                                                                   | 2014 | —  | In the Red             |
| "—" denota singles que não entraram nas paradas ou não foram lançados no país. |      |    |                        |